# Skalný potok (dopływ Revúcy)
Skalný potok – potok będący lewym dopływem rzeki Revúca na Słowacji. Wypływa na wysokości około 1340 m na południowo-wschodnich stokach grzbietu łączącego szczyty Tanečnica (1462 m) i Skalná Alpa (1463 m). Spływa w kierunku południowo-wschodnim dnem doliny o nazwie Skalné i na wysokości około 630 m uchodzi do Revúcy.
Cała zlewnia potoku znajduje się w porośniętych lasem obszarach Wielkiej Fatrze, w obrębie Parku Narodowego Wielka Fatra.